# Viva la Quinta Brigada
Viva la Quinta Brigada (llistada com Viva la Quince Brigada en gravacions posteriors) és una cançó de Christy Moore sobre els irlandesos que van lluitar a la Guerra Civil Espanyola contra Franco. El títol es va inspirar en una cançó espanyola sobre la guerra, Ay Carmela, de la qual "Viva la Quinta Brigada" és la lletra inicial.
Moore va escriure aquesta cançó optant per centrar-se en els voluntaris socialistes irlandesos (que en anys posteriors es coneixien com la Columna Connolly) que eren un petit contingent dins de la 15a Brigada Internacional. La melodia que va utilitzar era substancialment similar a la versió de Viva la Quince Brigada gravada per Pete Seeger i els Almanac Singers a principis dels anys quaranta.
La cançó es va inspirar en el llibre Connolly Column de 1979 del veterà de la Guerra Civil Espanyola Michael O'Riordan. Moore va dir:
| «                                          | (anglès) Without Michael O'Riordan I'd never have been able to write Viva la Quince Brigada. I must have performed the song over a thousand times and every single time I sing it I think of Mick and wonder how can I ever thank him enough. In Spain in 1983 I was reading his book, Connolly Column – the story of the Irishmen who fought for the Spanish Republic, and I began this song as I read on. The song was lifted entirely from his book | (català) Sense Michael O'Riordan mai hauria estat capaç d'escriure Viva la Quinta Brigada. He d'haver interpretat la cançó més de mil vegades i cada cop que la canto penso en Mick i em pregunto com li podré agrair prou. A Espanya l'any 1983 estava llegint el seu llibre, Connolly Column, la història dels irlandesos que van lluitar per la República Espanyola, i vaig començar aquesta cançó mentre seguia llegint. La cançó va ser extreta completament del seu llibre. | » |
| — Commemorative Address by Manus O'Riordan | | |   |

El títol de la cançó original de Moore -que es tradueix com "Long live the Fifth Brigade"- i va ser un lapsus a causa de la similitud en castellà entre "quinta" (cinquè) i "quince" (quinze). La major part dels voluntaris irlandesos van servir a la XV (Quinze) Brigada Internacional⁣; la "Cinquena Brigada" en canvi, no era una de les Brigades Internacionals. La cançó més tard va aparèixer com a Viva la Quince Brigada mentre Moore va corregir l'error en gravacions posteriors. Tots dos títols són correctes, però, originàriament hi havia deu brigades a l'exèrcit espanyol, les cinc brigades internacionals es van afegir després a la llista fent de la 5a Brigada Internacional la 15a Brigada de la república espanyola.